# Beaches International Jazz Festival

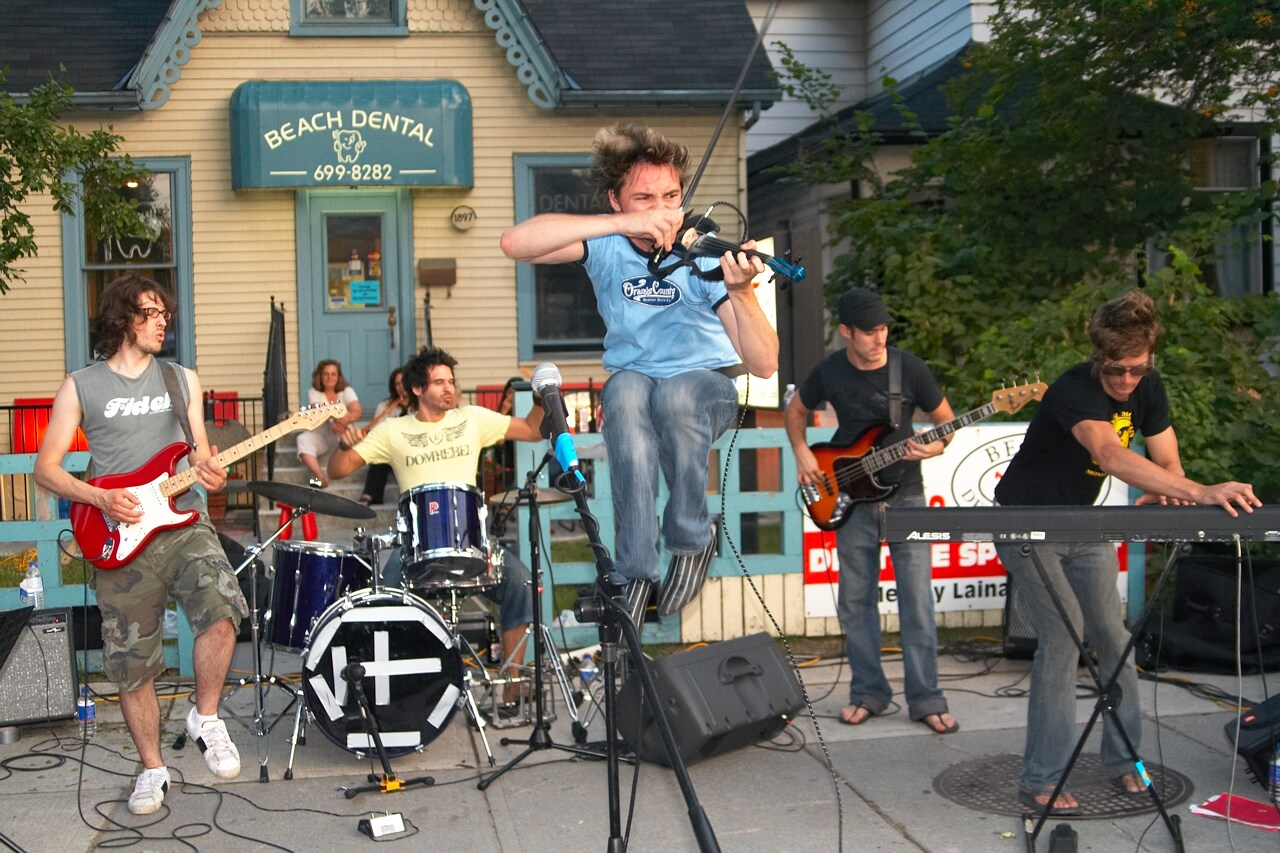
Dr. Draw si esibisce al Beaches Jazz Festival di Toronto

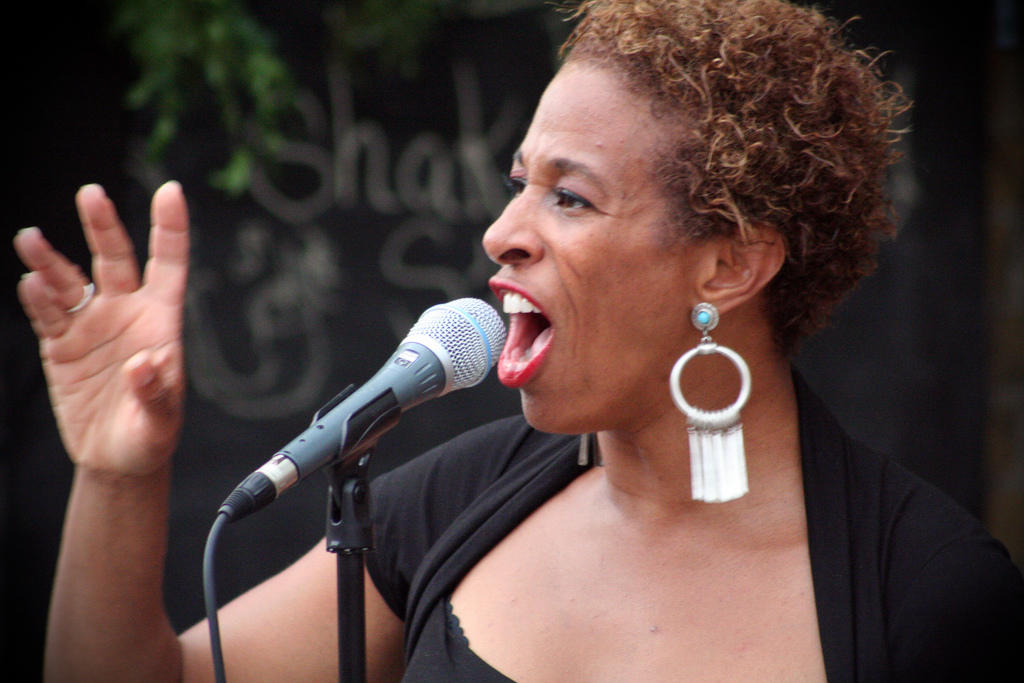
Shakura S'Aida

Il Beaches International Jazz Festival è un festival musicale della durata di un mese che si tiene ogni anno nella comunità lacustre di Toronto, in riva al lago, a luglio. Iniziato originariamente nel 1989, è ora uno dei più grandi festival jazz gratuiti del Canada con quasi 1.000.000 di partecipanti nell'arco di un mese.

## Storia
Il Festival si svolge in una serie di locali; concerti teatrali si svolgono in diversi parchi all'interno della zona e anche lungo un tratto di due chilometri della spiaggia principale durante lo StreetFest - Queen Street East.
Nel 2022 il Festival è tornato a un programma ricco di concerti dal vivo dopo diversi anni di eventi sia dal vivo che virtuali a causa della Pandemia di COVID-19.

## Programmi e locali
Ogni anno il Festival riunisce artisti jazz di fama internazionale e mette in mostra anche i talenti locali, compresi i musicisti jazz di "nuova generazione". Il Festival ora assume circa 1000 artisti all'anno, tra cui 50 band per il suo evento "StreetFest" lungo Queen Street East. Offre inoltre concerti in varie location: il Woodbine Park Main Stage, il Jimmie Simpson Park Main Stage, il Big Band Stage, il SING! A cappella Stage. Tiene anche una serie di workshop e conferenze che variano ogni anno ed sono programmati per attirare sia i musicisti professionisti che il pubblico amante del jazz in generale.

## Sostegno e finanziamento della comunità
Il BIJF ottiene l'aiuto della comunità grazie agli eventi comunitari che sostiene. Questi includono: un concorso "Jazz-Up Your Windows" Beach BIA - BIJF sponsorizzato congiuntamente per i rivenditori locali e molteplici opportunità di raccolta fondi per enti di beneficenza locali come il "Beaches Jazz Tune-Up Run" per conto del Beach Rotary Club, del Centro sociale 55 e dell'Ospedale Michael Garron. Il BIJF avvantaggia l'economia locale, iniettando oltre 30 milioni di dollari nella GTA.
Sebbene il festival sia finanziato dal Ministero del Turismo e della Cultura della provincia, i finanziamenti provengono anche da donazioni della comunità. Nel novembre 2013, il Governo del Canada ha donato 200.000 dollari come parte del programma di finanziamento del Dipartimento del Patrimonio Canadese.